# Giuseppe Sabadini
Giuseppe Sabadini (Sagrado, 1949. március 26. –) válogatott olasz labdarúgó, hátvéd, edző.

## Pályafutása

### Klubcsapatban
A Sampdoria korosztályos csapatában kezdte a labdarúgást, ahol 1965-ben mutatkozott be az első csapatban. 1971-ben szerződött az AC Milanhoz, ahol hét idénye át szerepelt. Itt három olasz kupa-győzelmet (1972, 1973, 1977) és egy KEK győzelmet (1972–73) ért el a csapattal. 1978 és 1983 között a Catanzaro, 1983–84-ben a Catania, 1984 és 1986 között az Ascoli labdarúgója volt. 1986-ban fejezte be az aktív labdarúgást.

### A válogatottban
1973-74-ben négy alkalommal szerepelt az olasz válogatottban. Tagja volt az 1974-es világbajnokságon részt vevő csapatnak, de pályára nem lépett.

### Edzőként
1986 és 2005 között különböző olasz csapatoknál edzősködött. 1988–89-ben a Catanzaro segédedzője, majd 1996–97-ben a vezetőedzője volt. Dolgozott többek között a Venezia, az Alessandria, a Messina és a Taranto együtteseinél.

## Sikerei, díjai
AC Milan
- Olasz kupa (Coppa Italia)
  - győztes: 1972, 1973, 1977
- Kupagyőztesek Európa-kupája (KEK)
  - győztes: 1972–73